# Jillette Johnson
Jillette Johnson, née en 1989 ou 1990, est une chanteuse, auteur-compositeur et musicienne américaine.

## AlbumWater in a Whale
1. Torpedo*[1]
2. Cameron*[2],[3]
3. Flood The Ocean
4. When The Ship Goes Down*[4]
5. Last Bus Out
6. Pauvre Cœur*[5],[6]
7. Peter Pan[7]
8. Basset Hound[8]
9. Butterfly Catcher
10. Heathen*
11. True North[9]
12. Cameron (stripped)
13. 17 (B-side)
14. Box of Crayons (B-side)